# Lea Quaretti
Lea Quaretti (Rigoso, 3 agosto 1912 – Vicenza, 9 febbraio 1981) è stata una scrittrice italiana, moglie dell'editore vicentino Neri Pozza.

## Biografia
Lea Quaretti nasce a Rigoso, una piccola località di villeggiatura a 1100 metri di altezza nel Comune di Monchio delle Corti, sull'Appennino tosco-emiliano, in Provincia di Parma. Figlia di Pietro Quaretti, ingegnere civile, e Maria Ridolfi, studiò a Parma nel Collegio delle Orsoline, senza conseguire alcun titolo di studio.
Nel 1936, all'età di ventiquattro anni, sposa l'ing. Mario Masetti di Parma, di fede fascista. La coppia andò ad abitare a Trieste, ma la convivenza con Mario, di carattere debole e ossessivo, estraneo a lei per interessi e idee politiche, si rivelò subito incompatibile e fu tanto dolorosa da precipitarla in uno stato di depressione, con desideri e propositi di morte che ne compromisero la salute. Solo quando fu posta di fronte alla realtà di una malattia invalidante, pleurite con pericolo di TBC, si risvegliò in lei l'istinto di vita. Decise di chiudere con gli anni bui, dopo un soggiorno in casa di cura, nel 1941 si trasferì a Venezia.

## Carriera giornalistica
A Venezia la Quaretti inizia a collaborare con vari giornali e riviste tra cui La Stampa e Il Gazzettino; sempre a Venezia conosce e frequenta due letterati curiosi di narrativa straniera e ottimi traduttori dall'inglese e dal francese: Aldo Camerino e Carlo Izzo. Questi erano a loro volta in stretto contatto con il poeta vicentino Antonio Barolini, il grande amico di Neri Pozza.

## Carriera letteraria
A Venezia lavora al suo primo lungo racconto, Il faggio (1946), scritto per salvare il ricordo del mondo magico della sua infanzia, la scena amata della sua adolescenza e prima giovinezza, dopo che la casa di Rigoso, nell'estate del '44, era stata distrutta dai tedeschi. Nel giugno del '45, Camerino fece incontrare la Quaretti e Pozza, convincendola a cedere a costui i diritti di edizione. Il 27 luglio 1945 la Quaretti e Pozza inizia la loro storia d'amore.
Nel '47 Neri Pozza pubblica il secondo libro di Lea Quaretti, La voce del fiume, le cui ottime recensioni confermavano la nascita di una scrittrice tra le migliori di quel momento. Il terzo libro della Quaretti, il suo primo impegnativo romanzo, Una donna sbagliata, fu mandato in libreria da Pozza nel maggio 1951. Del libro ne furono vendute solo un centinaio di copie, così Pozza consigliò alla Quaretti di affidare il suo successivo romanzo ai maggiori editori che controllavano il mercato della narrativa. La Quaretti scelse Vallecchi, con il quale pubblicò nel 1955 "L'estate di Anna", ma neppure questo ebbe il successo sperato e la Quaretti cominciò a dubitare di se stessa, del proprio valore di scrittrice, e dell'utilità di continuare a pubblicare.
Dal 1955 al 1957 la Quaretti riprese e lasciò più volte il progetto di un terzo romanzo (indicato con diversi titoli provvisori "L'acqua", "La strada dell'acqua", "Le grandi acque"), di cui restano, nei suoi quaderni, alcuni capitoli.
Nel 1961 Giorgio Bassani si dichiarò disposto a pubblicare, da Feltrinelli, il nuovo romanzo della Quaretti e nel 1963 il suo libro di racconti, ma Bassani lasciò la Feltrinelli a dicembre e il progetto decadde.
Nonostante gli insistenti inviti del marito Neri Pozza, degli amici Dino Buzzati ed Eugenio Montale, Lea Quaretti decide di non pubblicare più alcunché. Le ragioni sono tuttora ignote, nonostante siano state fatte diverse supposizioni.
Nell'aprile del 2016 viene pubblicato post mortem l'opera più importante di Lea Quaretti: i suoi diari dal 1945 al 1976 con il titolo "Il giorno con la buona stella" a cura di Angelo Colla, edito da Neri Pozza Editore.

## Matrimonio e Morte
Il 2 Febbraio 1963, diciotto anni dopo il loro primo incontro, Lea Quaretti sposa Neri Pozza con rito solo religioso, senza registrazione dell'atto e senza effetti sul piano civile, a Venezia, in casa dell'amico mons. Sandro Gottardi. Il matrimonio civile verrà celebrato il 1 Novembre 1980 nel Municipio di Asolo. Lea sarebbe morta, dopo una lunga malattia, qualche mese dopo, il 9 febbraio 1981.
Lea Quaretti riposa nel cimitero di Longara, frazione del Comune di Vicenza, assieme al marito Neri Pozza. La cappella funebre è stata progettata dall’archistar di fama internazionale e maestro della scuola ticinese, Mario Botta. Sulla lapide si legge "Qui, ai piedi delle colline amate, accanto a Lea, Neri Pozza desiderò il suo riposo".

## Cultura di massa
Nella frazione di Rigoso, nel Comune di Monchio delle Corti (PR), è stata intitolata una via a Lea Quaretti.
Nel 2018 presso Palazzo Chiericati in Vicenza è stata allestita la mostra permanente del Legato Pozza-Quaretti, su disposizione del testamento olografo di Neri Pozza, composto il 9 luglio del 1984. Le opere facenti parte della donazione furono raccolte da Neri Pozza e dalla moglie Lea Quaretti a partire dalla fine degli anni Cinquanta: una collezione di coppia, che riflette i gusti e le diverse sensibilità di entrambi, e che annovera dipinti, sculture e incisioni di grandi autori del Novecento. Fra questi, si ricordano Ardengo Soffici, Pio Semeghini Carlo Carrà, Gino Severini, Felice Casorati, Filippo de Pisis, Virgilio Guidi, Osvaldo Licini, Ottone Rosai, Emilio Vedova e Tancredi.

## Opere
- "Il faggio" (Neri Pozza, 1946);
- "La voce del fiume" (Neri Pozza, 1947);
- "La donna sbagliata" (Neri Pozza, 1950);
- "L'estate di Anna" (Vallecchi, 1955);
- "Il giorno con la buona stella" (Neri Pozza, 2016, a cura di Angelo Colla).